# Xã Center, Quận Marion, Indiana
Xã Center (tiếng Anh: Center Township) là một xã thuộc quận Marion, tiểu bang Indiana, Hoa Kỳ. Năm 2010, dân số của xã này là 142.787 người.